# Елфстеденронде 2024
41-й выпуск  Елфстеденронде — шоссейной однодневной велогонки по дорогам Бельгии. Гонка прошла 5 мая 2024 года в рамках Европейского тура UCI 2024 и Кубка Бельгии. Победу одержал датский велогонщик Александр Кристофф.

## Участники
| UCI WorldTeams (2)- Alpecin-Deceuninck - Intermarché-Wanty UCI ProTeams (6)- Bingoal WB - TDT-Unibet - Israel-Premier Tech - Team Flanders-Baloise - Lotto Dstny - Uno-X Mobility UCI Continental Teams (8)- Philippe Wagner-Bazin - Volkerwessels Cycling Team - Soudal Quick-Step Devo Team - Parkhotel Valkenburg - Team BridgeLane - Diftar Continental Cycling Team - Tarteletto-Isorex - Ara-Skip Capital UCI Cyclocross Team- Pauwels Sauzen-Bingoal |
| |

## Маршрут
Старт и финиш гонки будут находиться в Брюгге, а дистанция составит 199,9 километра. Первая часть гонки пройдет на расстоянии 113,3 километра, а вторая часть будет состоять из трех кругов по 28,9 километра каждый. Маршрут не должен вызвать особых трудностей для велогонщиков, однако возможны некоторые сложности из-за поворотов или порывов ветра.

## Ход гонки
Гербен Тийссенимел имел звание главного фаворита, но падение за 2 километра до финиша разрушило его план на спринт. Из-за этого падения пелотон распался на части и дюжина гонщиков устремилась к финишу. Александр Кристофф сдержал наступление Ярна Ван дер Паара и выиграл гонку.

## Результаты
| \| Генеральная классификация \| Генеральная классификация \| Генеральная классификация \| Генеральная классификация \| Генеральная классификация \| \| Гонщик \| Гонщик \| Команда \| Время \| \| \| ------------------------- \| ------------------------- \| ------------------------- \| ------------------------- \| ------------------------- \| \| 1-й \| Александер Кристофф \| Uno-X Mobility \| 4ч 04' 06 \| \| \| 2-й \| Жарне Ван Де Паар \| Lotto Dstny \| + 0 \| \| \| 3-й \| Пьер Барбье \| Philippe Wagner-Bazin \| + 0 \| \| |                     |                       |           |
| |                     |                       |           |
| Источник: ProCyclingStats |                     |                       |           |
| Генеральная классификация |                     |                       |           |
| Гонщик | Гонщик              | Команда               | Время     |
| 1-й | Александер Кристофф | Uno-X Mobility        | 4ч 04' 06 |
| 2-й | Жарне Ван Де Паар   | Lotto Dstny           | + 0       |
| 3-й | Пьер Барбье         | Philippe Wagner-Bazin | + 0       |